# Mitja Valenčič
Mitja Valenčič, slovenski alpski smučar, * 1. februar 1978, Cerklje na Gorenjskem.
Valenčič je za Slovenijo nastopil na Zimskih olimpijskih igrah 2006 v Torinu, 2010 v Vancouvru in 2014 v Sočiju. Na igrah leta 2006 je v veleslalomu osvojil dvanajsto mesto, v slalomu pa je odstopil na prvi progi. Leta 2010 je v slalomu je osvojil šesto mesto, leta 2014 pa enajsto. V večjem delu kariere je tekmoval v slalomu in veleslalomu, toda boljše rezultate je dosegal v slalomu, v katerem se je v svetovnem pokalu enajstkrat uvrstil v prvo deseterico, najvišje pa na četrto mesto 6. januarja 2010 v Zagrebu. Skupno se je 63-krat uvrstil med dobitnike točk, od tega 57-krat v slalomu in šestkrat v veleslalomu. Nastopil je na sedmih svetovnih prvenstvih, najboljši je bil na devetem mestu leta 2007 v Åreju v veleslalomu in na desetem mestu leta 2013 v Schladmingu v slalomu. Od tekmovalnega športa se je poslovil 9. marca 2014 na slalomu pokala Vitranc.